# Скоробогатов, Дмитрий Степанович
Дмитрий Степанович Скоробогатов (1862, Екатеринослав — 1938, Днепропетровск) — русский и советский архитектор, внесший значительный вклад в формирование архитектурного облика Екатеринослава.

## Биография
Родился в 1862 году (по некоторым данным в 1863) в семье ветеринарного врача в Екатеринославе (ул. Центральная, 14). В 1878—1882 годах обучался в Екатеринославском реальном училище и в 1885 году продолжил образование в Санкт-Петербургском институте гражданских инженеров, который окончил в 1889 году.
Работал всю жизнь в родном городе. Сначала, с 1889 года до середины 1890-х — городским инженером; затем, до 1917 года — городским архитектором. После революции известна только одна его работа — жилой дом на углу улиц Алтайской и Караваева, выполненная в конструктивистском стиле.

## Проекты и постройки
- 1889—1891 годы — куратор строительства Реального училища на Екатерининском проспекте (ул. К.Маркса, 36). (Перестроено).
- 1890-е гг. — собственный дом на ул. Центральной , 14.
- 1897—1899 годы — городские казармы на Александро-Невской пл. (пр. Пушкина, 36). (Не сохранились).
- 1898 год — дом Пчёлкина на Успенской площади (ул. Демьяна Бедного, 5).
- 1901 год — проект дома Городской Управы на Екатерининском проспекте (ул. К.Маркса, 47).
- 1901 год — первый дом Коммерческого училища на Тюремной площади (ул. Комсомольская, 52 а).
- 1902 год — новый корпус Мариинской гимназии на Троицкой улице (Червоная пл., 1, Перестроено).
- 1903—1907 годы — проект и строительство І-го Озерного торгового ряда.
- 1904—1905 годы — проект зданий Городского трамвайного депо на Брянской площади (пр. Калинина).
- 1904—1905 годы — проект дом Коммерческого училища на Тюремной площади (пр. Кирова 2; Перестроено).
- 1905—1906 годы — проект зданий Кодацкой насосной станции нового городского водопровода.
- 1906 год — казармы пулеметной роты Симферопольского полка на Казарменной площади (ул. Фурманова).
- 1908—1909 годы — проект казармы Феодосийского полка на ул. Лагерной (пр. Гагарина, 26).
- 1908 год — проект І-й Городской гимназии на Полицейской улице (3-й корпус Горной академии).
- 1908 год — проект Городского театра (Не реализован).

конец 1900-х — проект казармы 34-й артиллерийской бригады на ул. Короткая (Чичерина, 42).
- 1909—1913 годы — проект комплекса общественных зданий на землях Алексеенко на пр. Пушкина, 26 и ул. Короткой (ул. Чичерина, 20).

(Детская больница, богадельня, городское училище).
- 1910 год — перестройка дома Офицерского собрания Перекопского полка под Губернское войсковое присутствие на Пушкинском пр., 61.
- 1910—1911 годы — проект ІІІ-й Городской женской гимназии на ул. Московской, 6
- 1911 год — проект городского ломбарда на ул. Базарной (ул. Чкалова, 27).
- 1912 год — проект 2-го Городского шестиклассного училища на Александро-Невской пл. (пр. Пушкина, 75).
- 1912 год — проект зданий городских начальных училищ на Успенской площади (ул. Демьяна Бедного, 5), Сенной площади (ул. Светлова, 1) Полевой (пр. Кирова, 37) и ряда других.
- 1912 год — проект Городского пассажа на ул. Центральной (Не реализован).
- 1912—1913 годы — новые корпуса Городской Александровской больницы (на территории ОКБ им. Мечникова; сохранился частично).
- 1913 год — штаб 34-й пехотной дивизии на Казарменной пл. (ул. Фурманова, 16).
- 1914 год — проект расширения Городской Управы. (Не реализован).
- 1914 год — проект здания Городского банка на ул. Центральной. (Не реализован).
- 1915 год — проект реконструкции Управления окружного войскового начальника.
- 1925 год — жилой дом на углу ул. Алтайской и Караваева. Проект был выполнен в конструктивистском стиле.
- 1925—1926 годы — здание Украинского государственного геологоразведочного института
- 1958 год — Памятник Коммунарам на углу проспекта Воронцова и улицы Каруны (скульптор Г. Василевич).